# وارن ألماند
وارن ألماند (بالإنجليزية: Warren Allmand)‏ (و. 1932 – 2016 م) هو محامٍ، وسياسي كندي، ولد في مونتريال، كان عضوًا في الحزب الليبرالي الكندي، توفي في مونتريال، عن عمر يناهز 84 عاماً.

## مناصب
تولى منصب عضو مجلس العموم الكندي
.

## التعليم
تعلم في كلية الحقوق في جامعة مكغيل ‏، وتعلم في جامعة القديس فرانسيس كزافييه، وتعلم في Loyola College (Montreal) ‏
.

## جوائز
حصل على جوائز منها:
نيشان كندا من رتبة ضابط